# Peder Jacobsen Hygom
Peder Jakobsen Hygom född 28 november 1692 i Ribe. Son till prästen Jacob Hygom och Karen Jensdatter Buch. Teologie kandidatexamen 1714 i Köpenhamn. Gift 1719 med Karen Welleljus, prästdotter från Lintrup där Hygom 1730 fortsatte som kyrkoherde. 1738 kallad som biskop till Aarhus och avled där 8 juni 1764.

## Psalmer
Representerad i danska Psalmebog for Kirke og Hjem med den översatta psalmen Jesus, din søde forening at smage, en tysk psalmtext av Johann Ludwig Konrad Allendorf från 1712. Hygom bearbetade översättningen 1740 och dessa insatser är de enda kända av honom inom psalmforskningen.